# Sherborne
Sherborne ist eine etwa 10.000 Einwohner zählende Kleinstadt in der Grafschaft Dorset im Südwesten von England. Die Stadt hat ihren Namen von altenglisch scir burne (etwa „klarer Quellfluss“). Sherborne war im Mittelalter Sitz eines Bischofs und einer Abtei.

## Lage und Klima
Sherborne liegt am Fluss Yeo, etwa 190 km (Fahrtstrecke) südwestlich von London in einer Höhe von ca. 70 m. Die Gemarkung der Stadt wird fast vollständig von derjenigen der Landgemeinde Castleton umschlossen, nur im äußersten Südwesten besteht eine kurze gemeinsame Grenze mit Thornford. Das Klima ist aufgrund des nur etwa 35 km (Luftlinie) entfernten Meeres eher kühl und regnerisch; Regen (ca. 700–900 mm/Jahr) fällt übers Jahr verteilt.

## Geschichte
Die Ursprünge des Ortes reichen bis ins 7. Jahrhundert zurück; Sherborne war eine wichtige Stadt und religiöses Zentrum von Wessex, einem der sieben saxonischen Königreiche in England. König Alfreds ältere Brüder Æthelbald von Wessex und Æthelberht von Wessex sind in der Abtei begraben. Aldhelm war der erste Bischof von Sherborne. Im Jahr 1075 wurden die Kirchengebäude zu einer Benediktinerabtei umfunktioniert. Während lokaler Konflikte in späteren Jahrhunderten brannte die Stadt teilweise ab, wurde aber wieder aufgebaut. Im 12. Jahrhundert baute Roger von Salisbury, der gleichzeitig Bischof von Salisbury und Kanzler von England war, einen befestigten Palast, der im Englischen Bürgerkrieg (1645) zerstört wurde. Ruinen in einer späteren großen Gartenanlage blieben übrig.
Sherborne ist Gründungsmitglied der europäischen Städtevereinigung Douzelage.

## Sehenswürdigkeiten

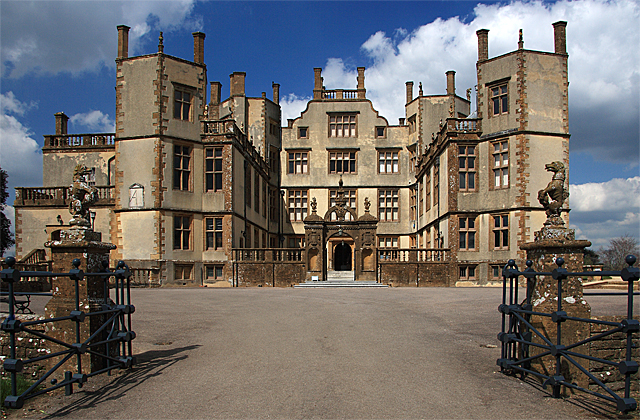
Sherborne Castle

- Die spätmittelalterliche Abteikirche der Sherborne Abbey ist das bedeutendste Bauwerk der Stadt.
- Im Jahr 1594 erbaute Sir Walter Raleigh ein Herrenhaus (Sherborne Castle) in der Nähe. Im Zweiten Weltkrieg diente es als wichtige Befehlszentrale.
- Eine Klosterschule gab es seit der Zeit von König Alfred, der dort ausgebildet wurde. Im Jahr 1550 wurde sie als heutige Sherborne School in den Gebäuden der Abtei wieder gegründet.

## Persönlichkeiten
- Charles Tate Regan (1878–1943), Ichthyologe
- Reginald Pepys Winnington-Ingram (1904–1993), Philologe
- Roger Gibbs (1934–2018), Finanzier und Philanthrop